# Okręg Saint-Flour
Okręg Saint-Flour (wym. [sɛ̃-fluɾ]; fr. Arrondissement de Saint-Flour) – okręg w środkowej Francji. Populacja wynosi 40 tysięcy.

## Podział administracyjny
W skład okręgu wchodzą następujące kantony:
- Allanche,
- Chaudes-Aigues,
- Condat,
- Massiac,
- Murat,
- Pierrefort,
- Ruynes-en-Margeride,
- Saint-Flour-Nord,
- Saint-Flour-Sud.